# Monasterio de San Pedro el Viejo (Huesca)
El monasterio de San Pedro el Viejo, antes fue llamado glesia antigua de San Pedro el Viejo, es un edificio románico del siglo XII situado en el casco antiguo de la ciudad de Huesca (España). Catalogado como Monumento Nacional desde 1885, su arquitectura y escultura lo convierten en uno de los conjuntos históricos más importantes del románico aragonés.
Lo que fue su sala capitular cumple la función de panteón real, con los sepulcros de dos reyes de Aragón: Alfonso I el Batallador y su hermano y sucesor, Ramiro II el Monje.

## Historia
Los testimonios arqueológicos de este lugar apuntan a la existencia de un templo o de una necrópolis romana. Posteriormente se levantó una iglesia visigoda en la que, tras la conquista musulmana de la ciudad en 719, la población mozárabe pudo practicar el culto cristiano bajo la advocación de san Pedro.
Al ser reconquistada Huesca en 1096, el monarca aragonés Pedro I cedió “eclesiam Santi Petri illam antiquam” —la iglesia antigua de san Pedro— al entonces próspero monasterio benedictino de Saint-Pons-de-Thomières situado en el Languedoc, que en 1117 inició la construcción del templo, claustro y restantes dependencias monacales.

## El edificio

### Iglesia
Está formada por tres naves de bóveda de cañón y sus respectivos ábsides seimicirculares con bóveda de media esfera que se levantaron en la primera mitad del siglo XII según el estilo románico. El cimborrio se construyó hacia 1240 ya en el gótico.
Al pie de la nave central, en el muro norte, se conservan pinturas murales góticas (siglo XIII) con los temas de David y su combate con Goliat y de Moisés y la zarza ardiente.
El retablo mayor es de madera policromada, lo preside el titular del templo, san Pedro, con la triple tiara de papado. Está fechado en 1602 y es obra de los escultores navarros, vecinos de Sangüesa,  Juan de Berrueta y Juan de Alli.
Al pie de la nave central se encuentra el coro; la sillería es obra de Juan Bierto y está fechada en 1506; es autor también de las sillería del coro del monasterio de Casbas. Lo protege una reja barroca.
Las capillas laterales muestran interesantes obras de arte:
- Retablo de la Virgen de la Esperanza (siglo XVI). Estilo renacentista.
- Retablo de los santos Justos y Pastor (siglo XVII). Estilo barroco.
- Retablo de la Anunciación (siglo XV-XVI). Estilo gótico.

### Claustro
El claustro se construyó en el siglo XII, dentro del románico avanzado; tiene planta rectangular moderadamente irregular, con arcos de medio punto, rematados en 38 capiteles, que se sustentan sobre fustes pareados. Los capiteles se relacionan estilísticamente con el maestro del monasterio de San Juan de la Peña.
En el siglo XIX el claustro se encontraba en ruinas lo que dio lugar a su reconstrucción. En la fase final de los trabajos, entre los años 1890 y 1893, se encargó la dirección de las obras a Ricardo Magdalena, un afamado arquitecto con edificios importantes en la capital aragonesa. Magdalena procedió a montar los arcos y a instalar los capiteles, en ocasiones en emplazamientos distintos de los que tenían originariamente. 
A causa de su deterioro, decidió sustituir veinte capiteles por otros nuevos, de inspiración románica. Los capiteles retirados se conservan en el almacén del Museo de Huesca.
La talla de los nuevos capiteles el arquitecto la encomendó a Mariano García Ocaña, un artesano de la piedra con taller en Zaragoza, quien finalmente se instaló en Huesca, donde trabajó fundamentalmente en la labra de lápidas funerarias para el cementerio de la ciudad, del que acabó siendo el encargado. Su trabajo es tosco, muy inferior ala finura técnica y habilidad compositiva de los capiteles originales. Firmó su trabajo en la cara este del cimacio del capitel 32, situado en la galería norte: “Escultor: Mariano García”.
La reconstrucción del claustro se hizo con el criterio historicista, vigente en aquella época, que pretendía devolver al conjunto el aspecto que se suponía había tenido; pero estos principios chocan con los actuales que tienen como prioridad la consolidación, por lo que se desprende que el resultado es negativo: a juicio de Figueras que ha estudiado este asunto, el arquitecto “desvirtuó radicalmente el conjunto y sobre todo su testimonio más querido, los capiteles figurativos e historiados de las galerías”.
En la galería Este se encuentran las siguientes capillas:
- Capilla de San Bartolomé, románica con bóveda de cañón, fue la sala capitular del monasterio. En la actualidad es panteón de los siguientes de monarcas del reino de Aragón:

- Alfonso I el Batallador.
- Ramiro II el Monje, en un sarcófago romano del siglo II.

- Capilla de San Joaquín y Santa Ana (siglo XIII). En la actualidad está cerrada.
- Capilla de San Benito (siglo XIII).
- Capilla de Santa Inés.

Las antiguas dependencias de los monjes, situadas en la zona oeste del claustro, custodian piezas relevantes de escultura y orfebrería del antiguo monasterio.

## Galería de imágenes

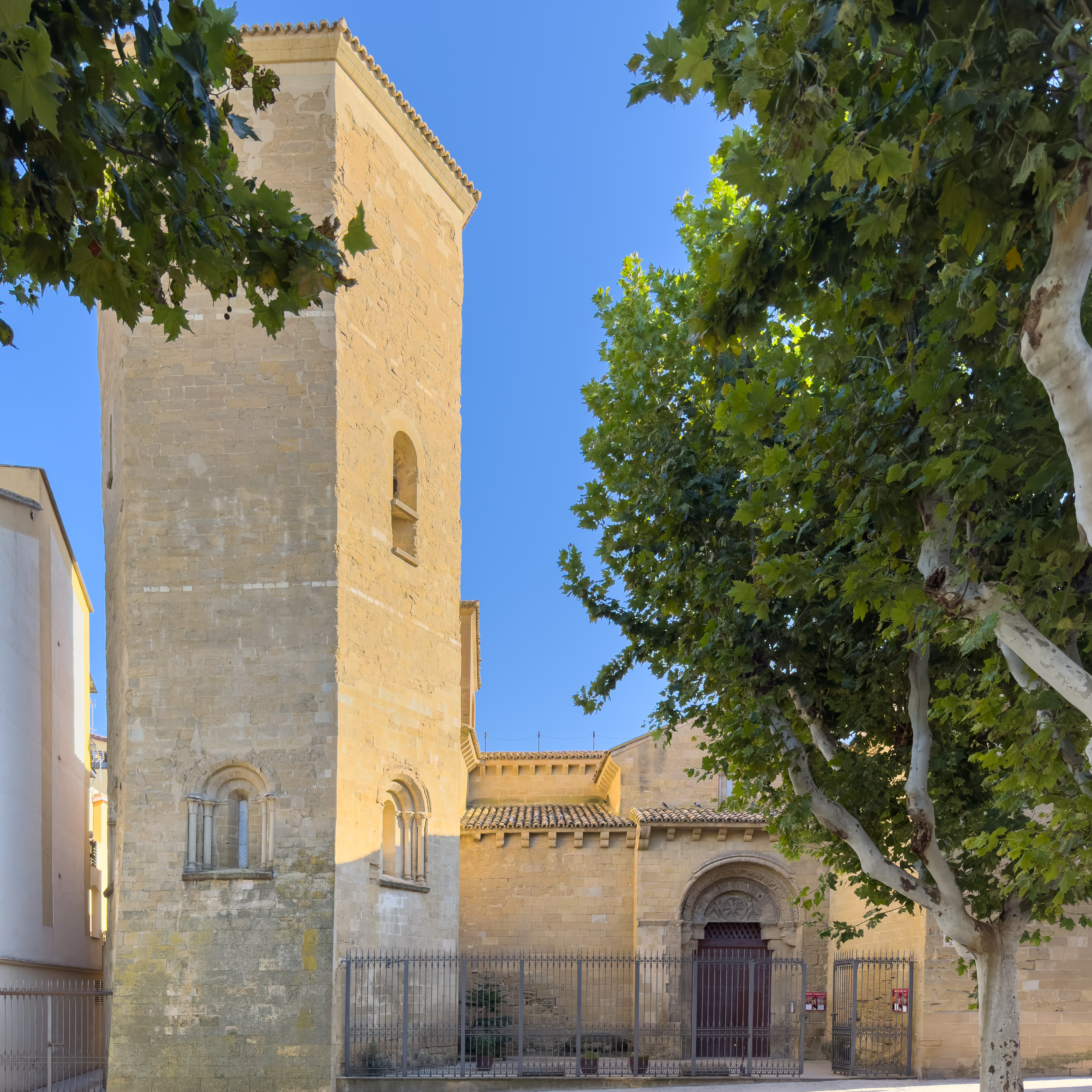
Exterior
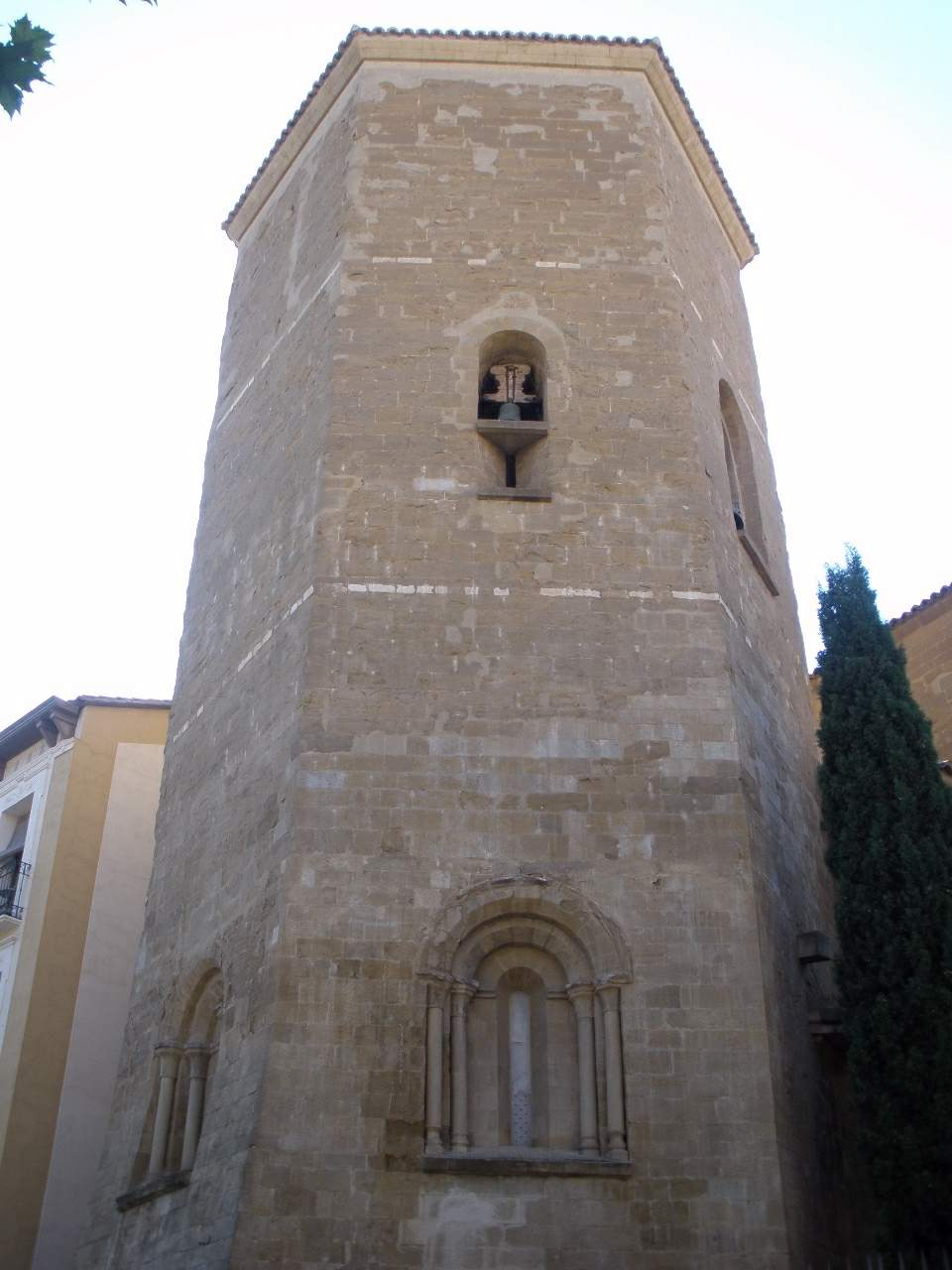
Torre de la Portada del Monasterio San Pedro el Viejo
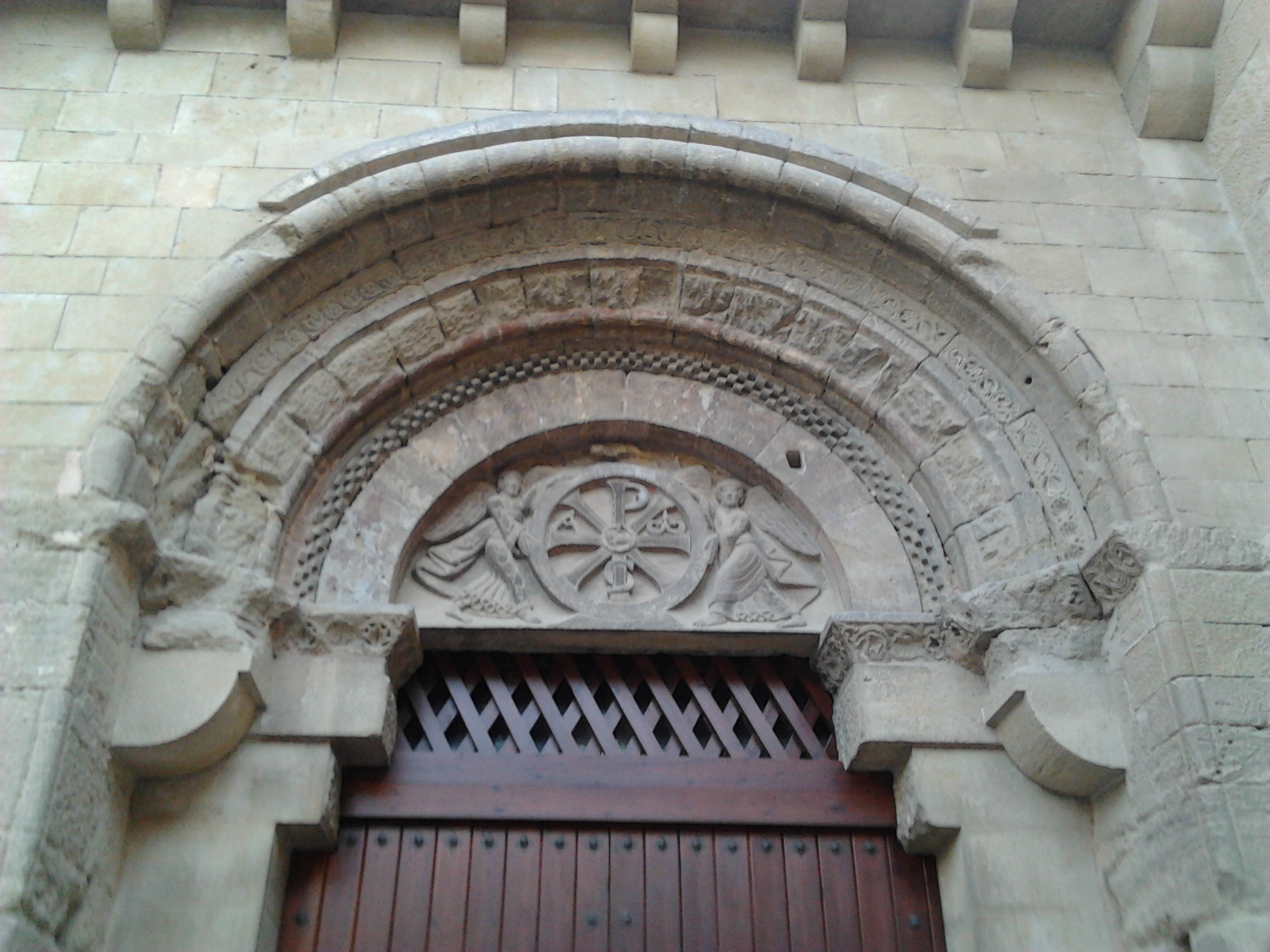
Detalle de la portada. Nótese el ajedrezado jaqués sobre el tímpano
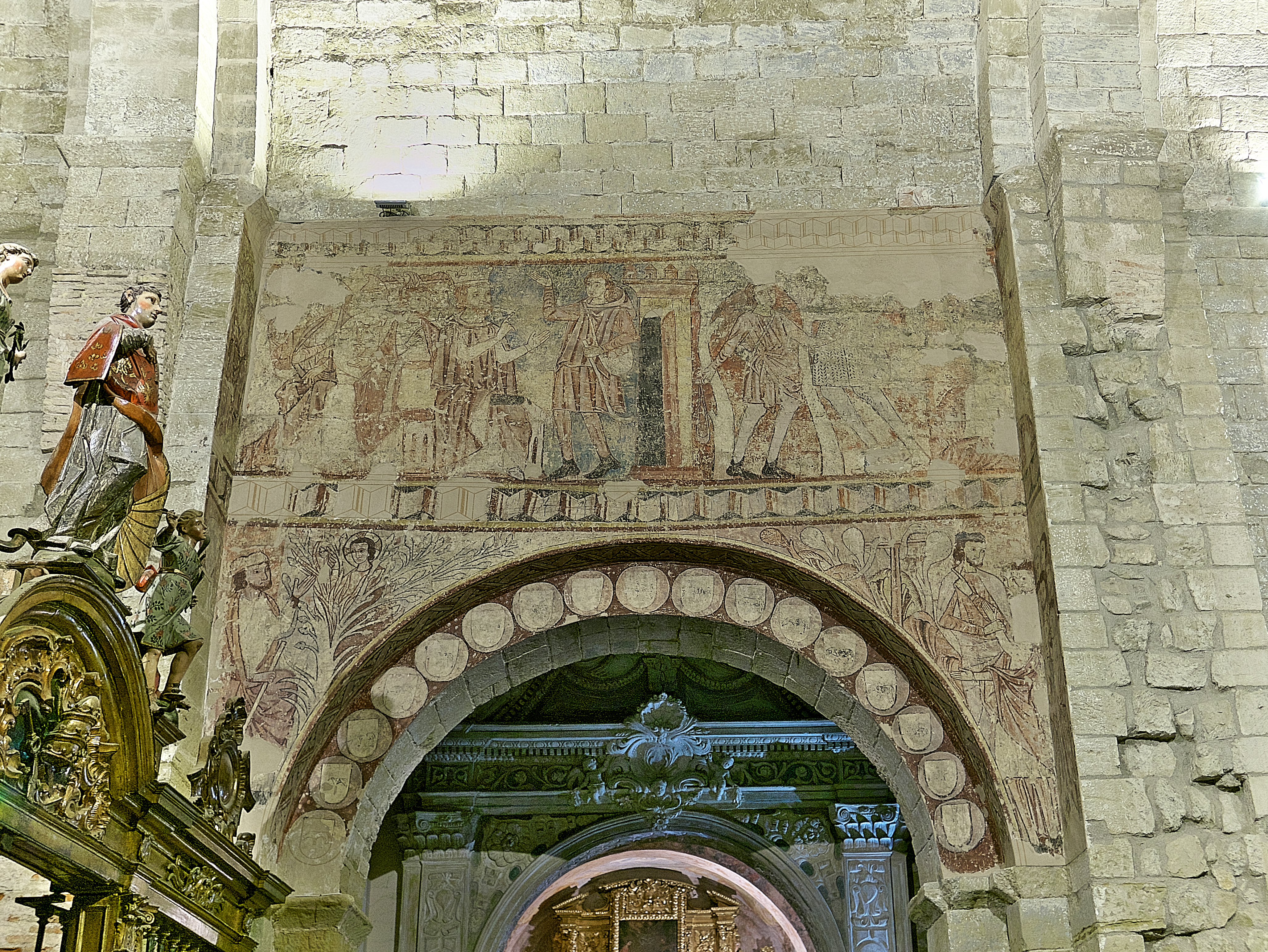
Pinturas murales góticas con la historia de David
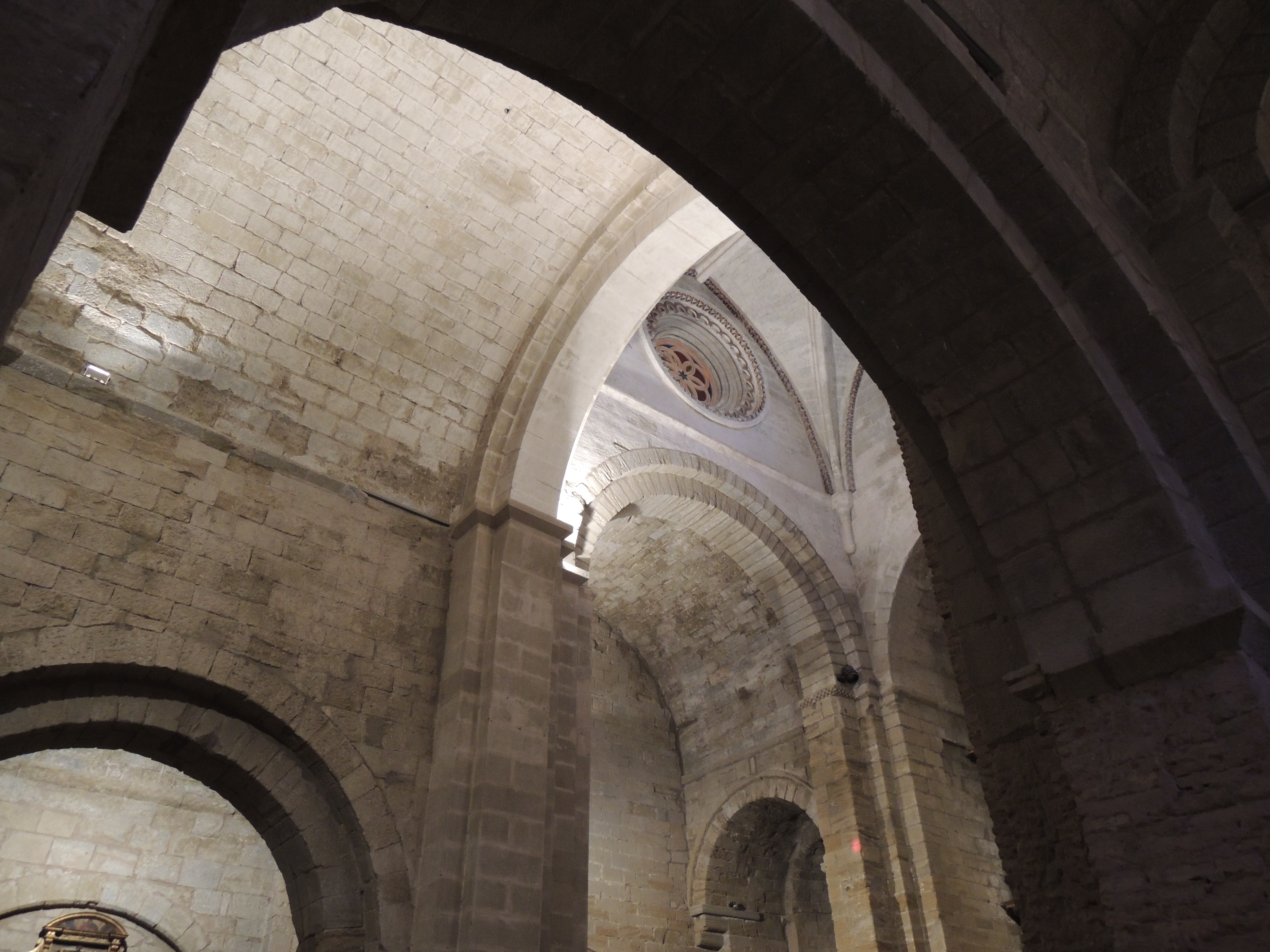
crucero del templo
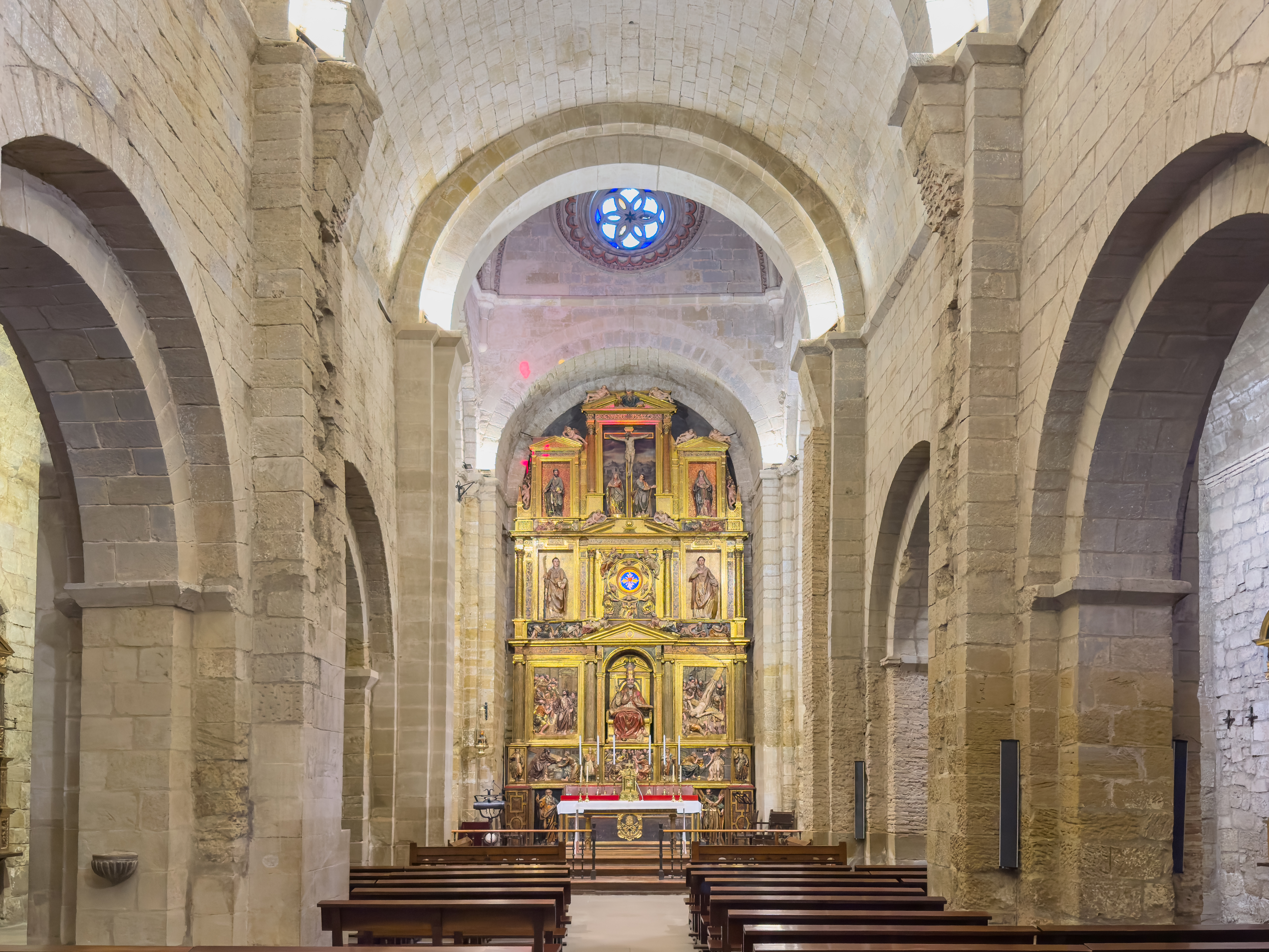
Nave central
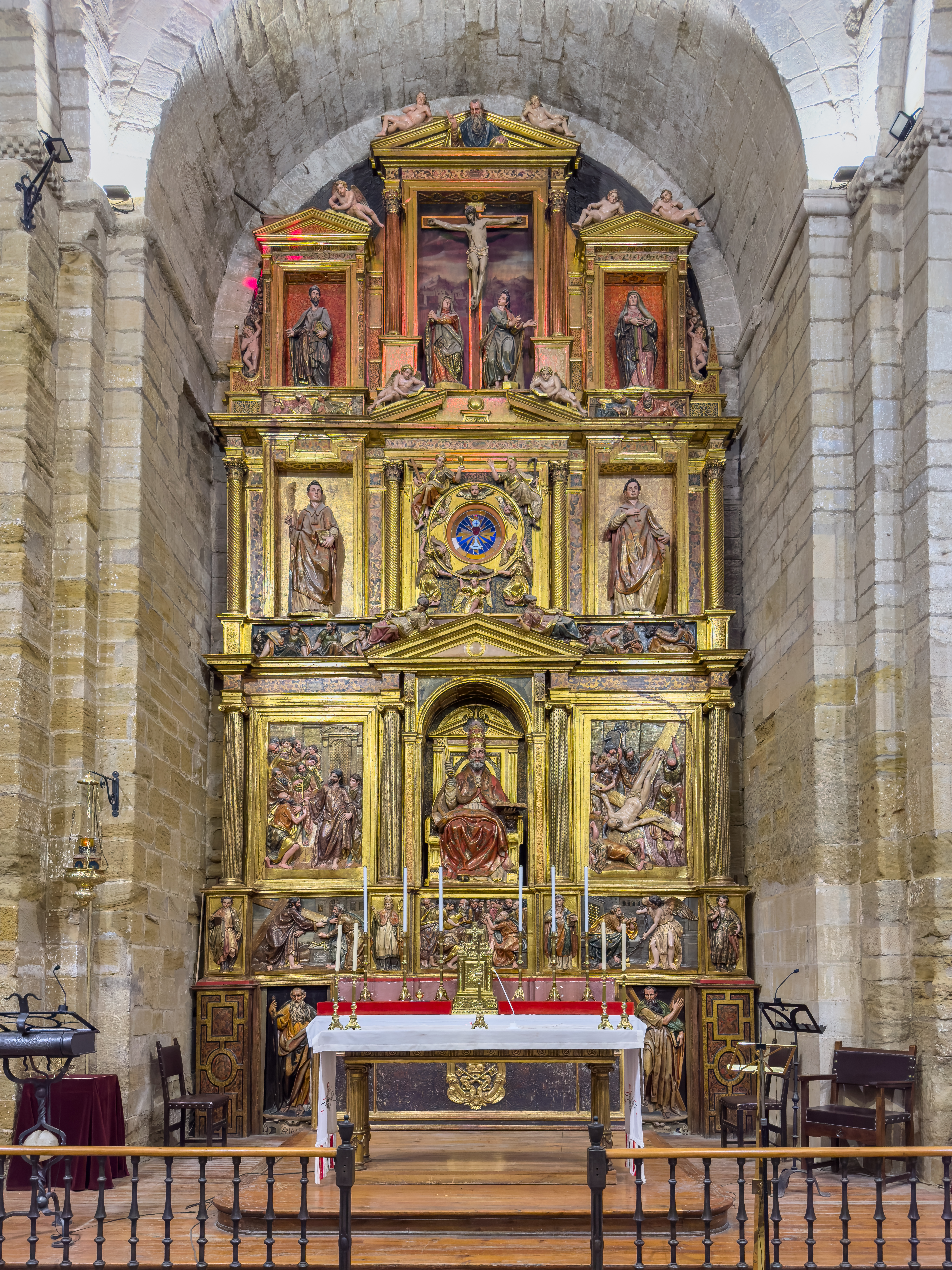
Retablo mayor romanista (1602)
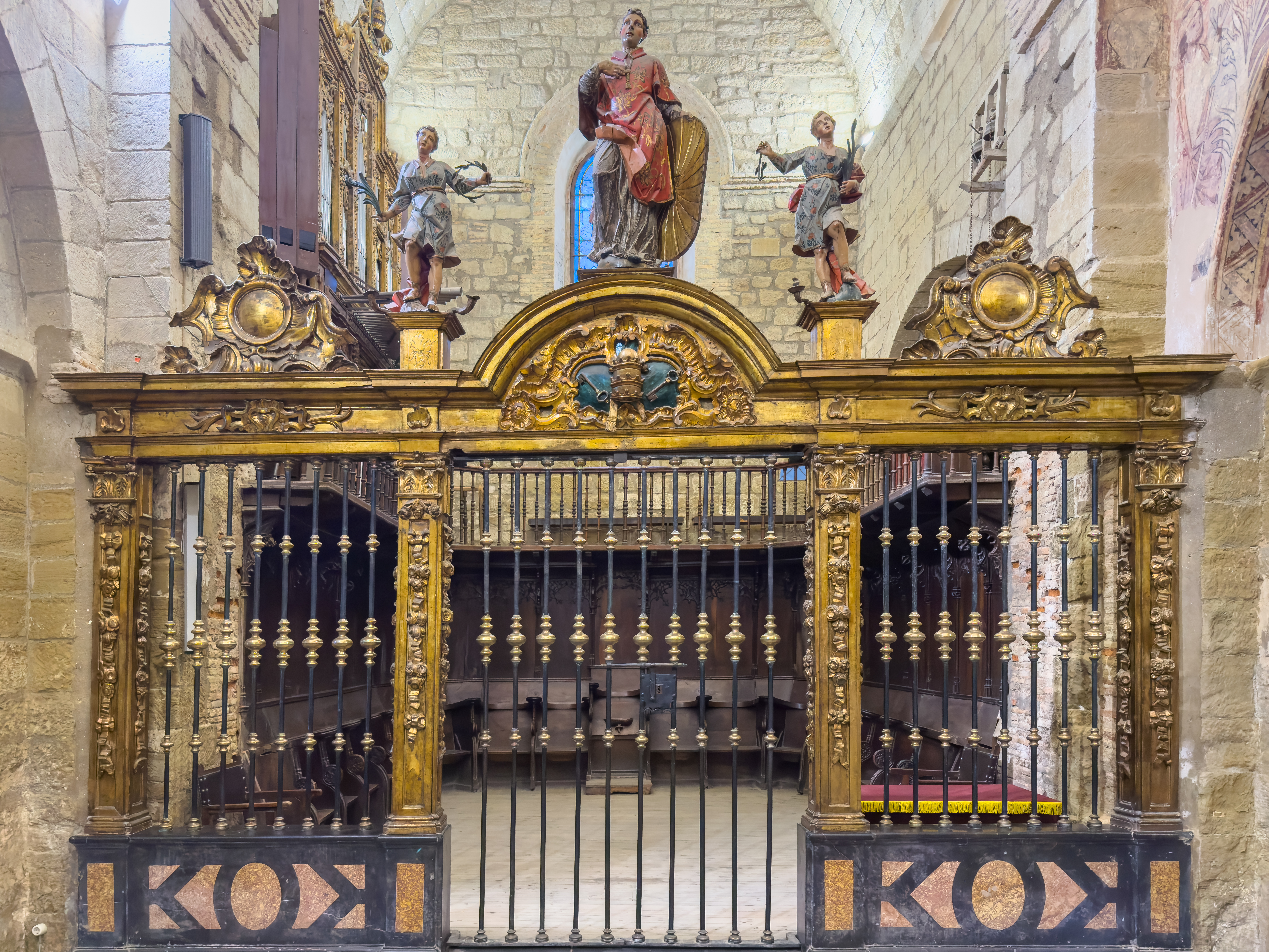
Interior
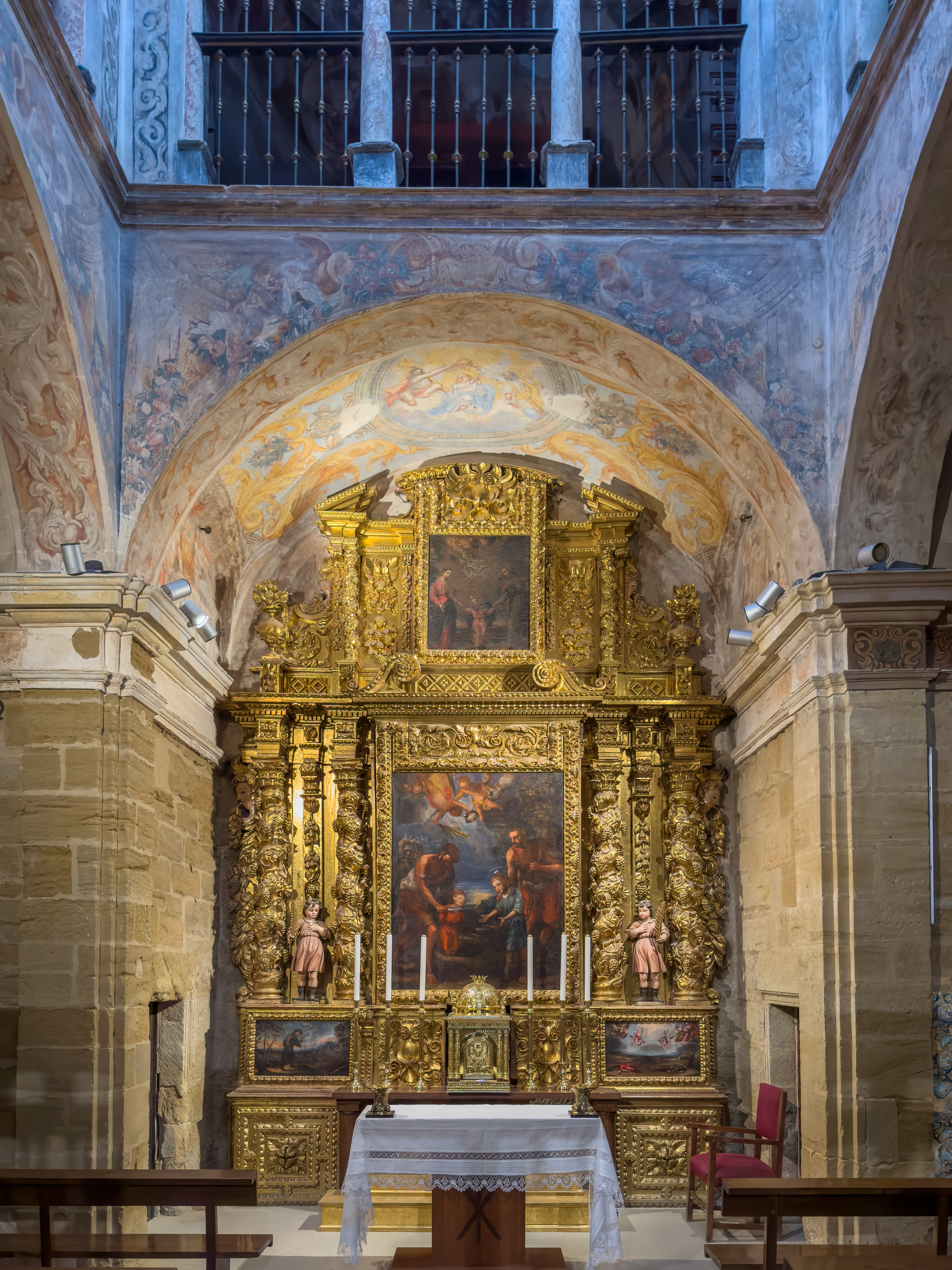
Capilla de los Santos Justo y Pastor
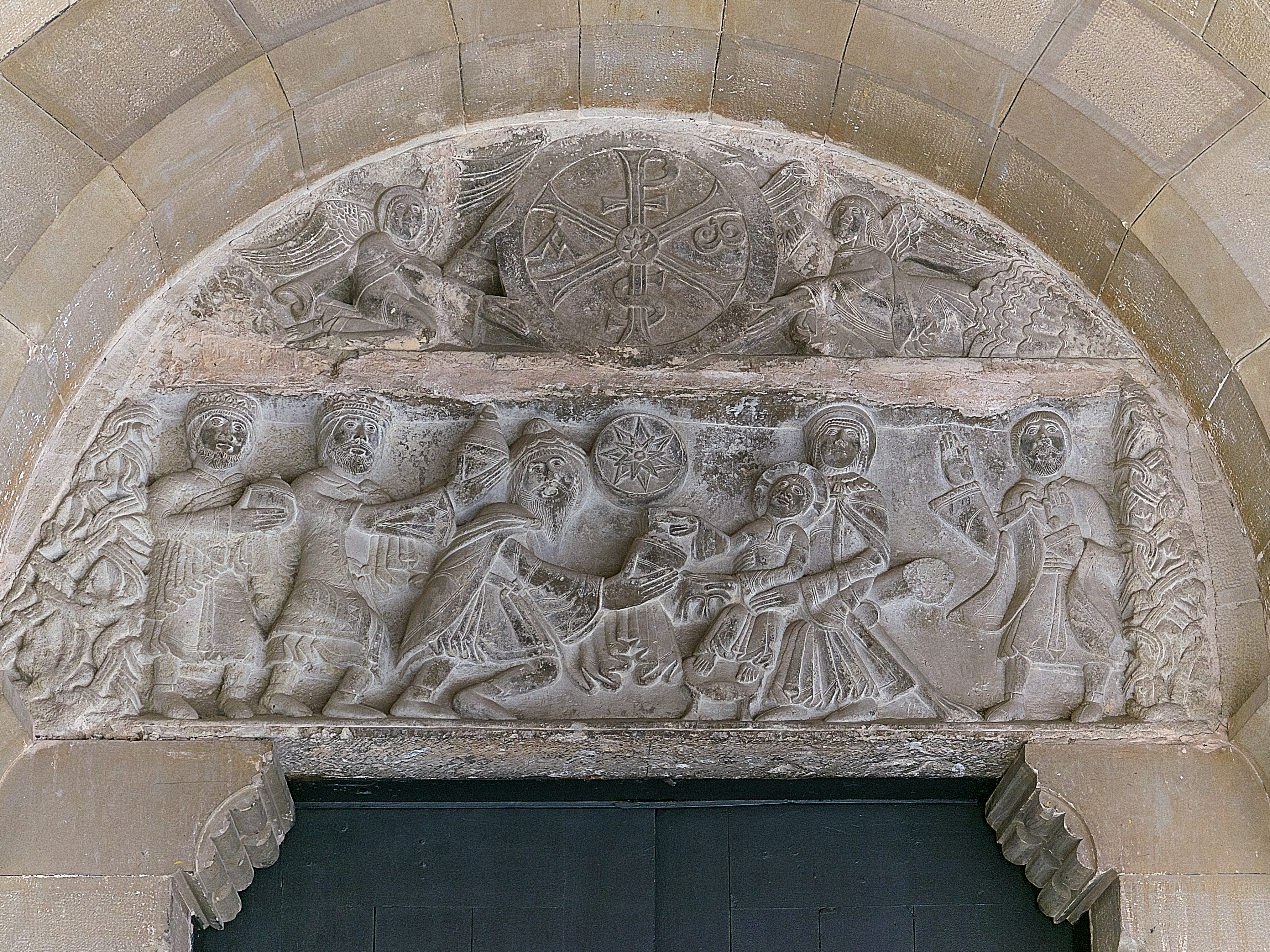
Tímpano de la puerta del claustro. Arriba, crismón, abajo la Epifanía
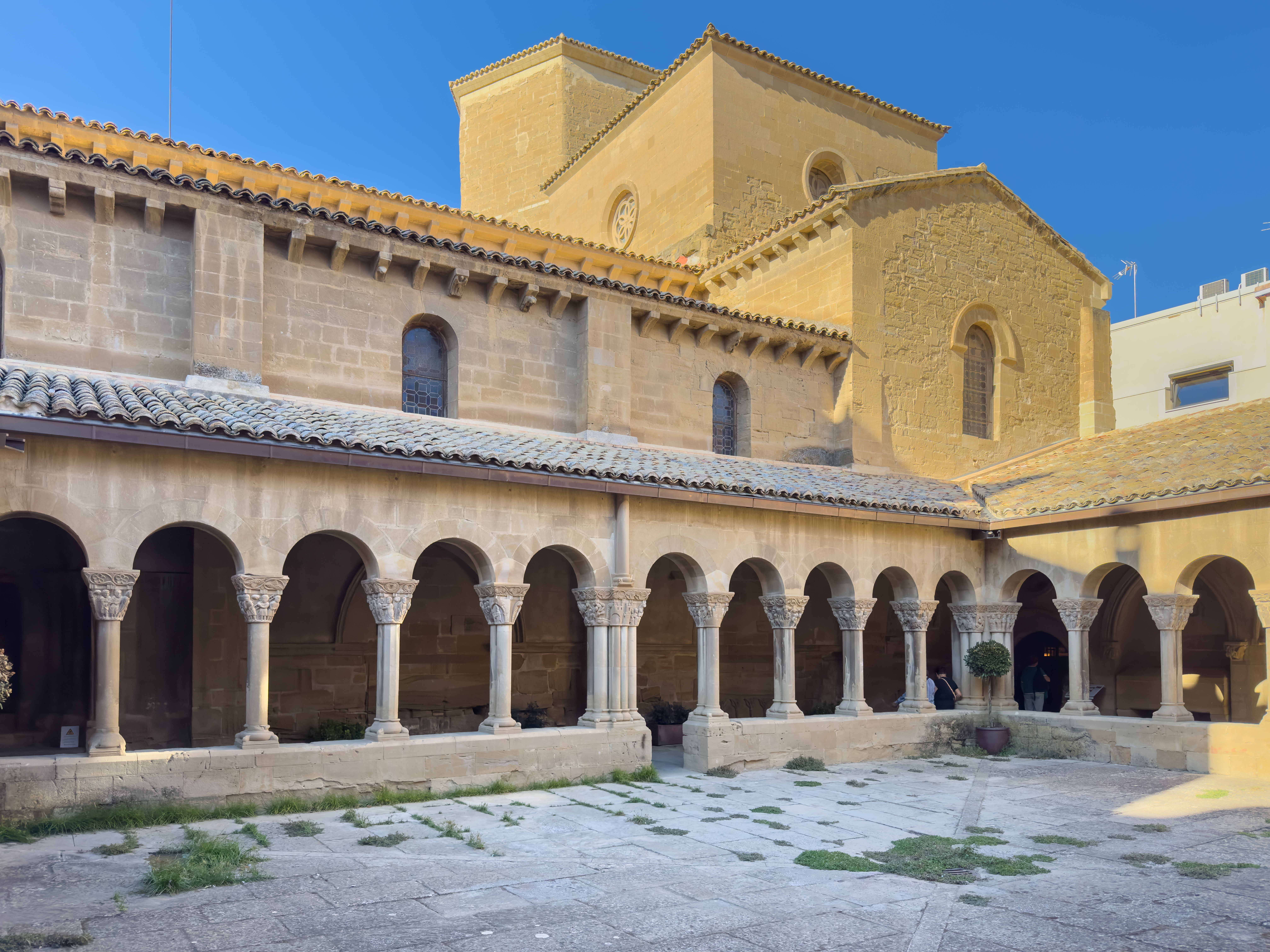
Crucero de la iglesia y galerías norte y este del claustro
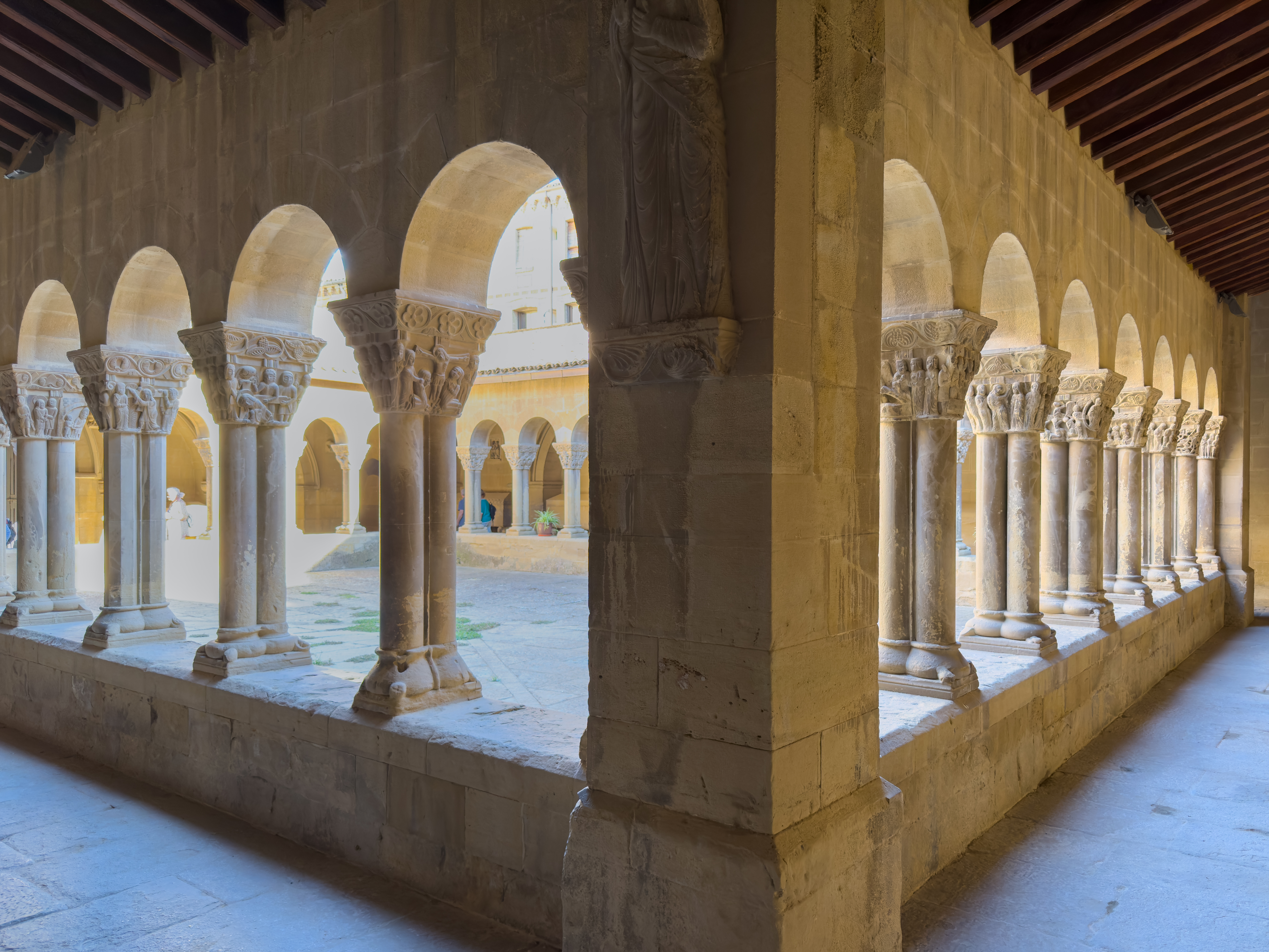
Claustro
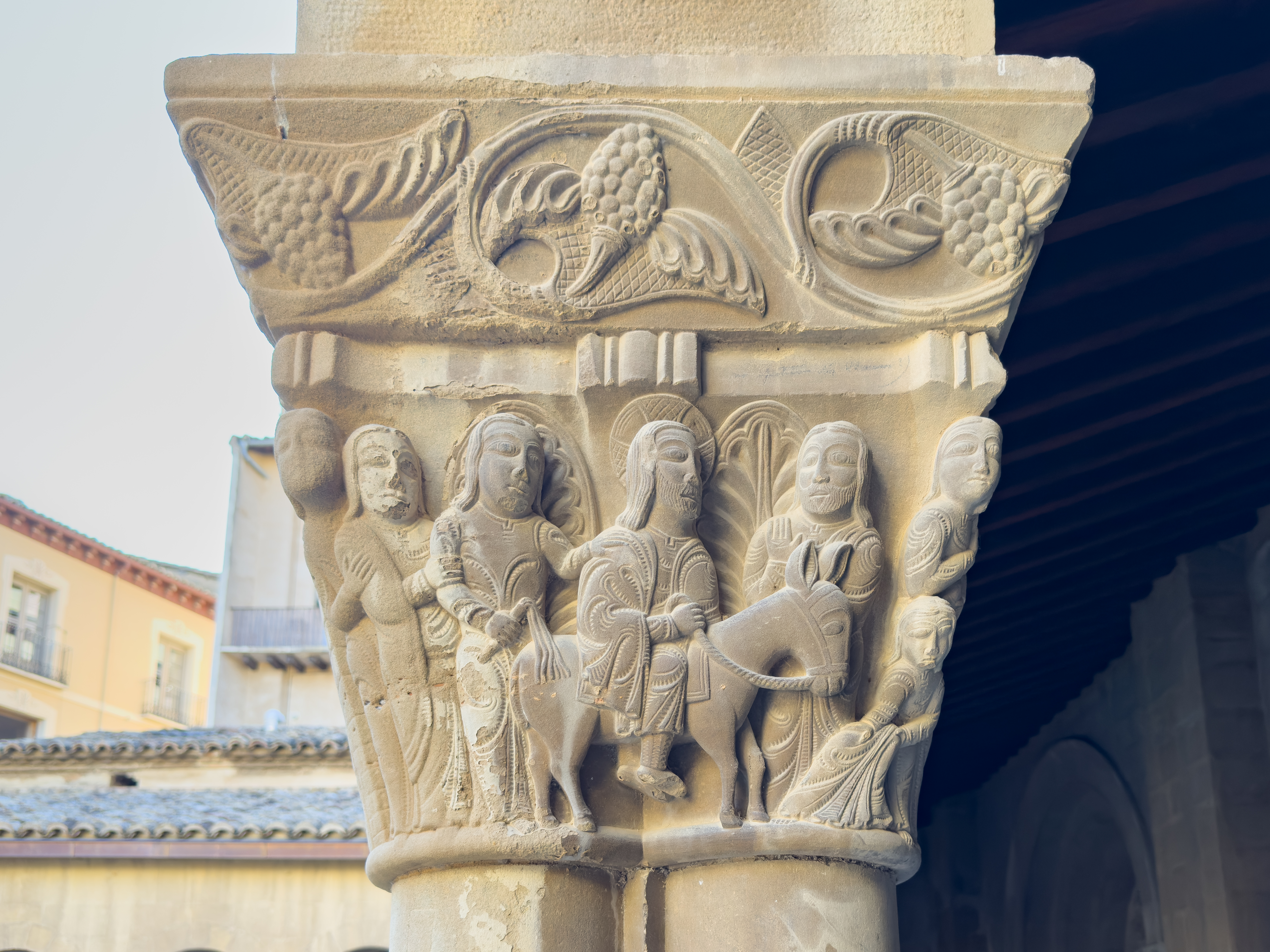
Entrada triunfal en Jerusalén
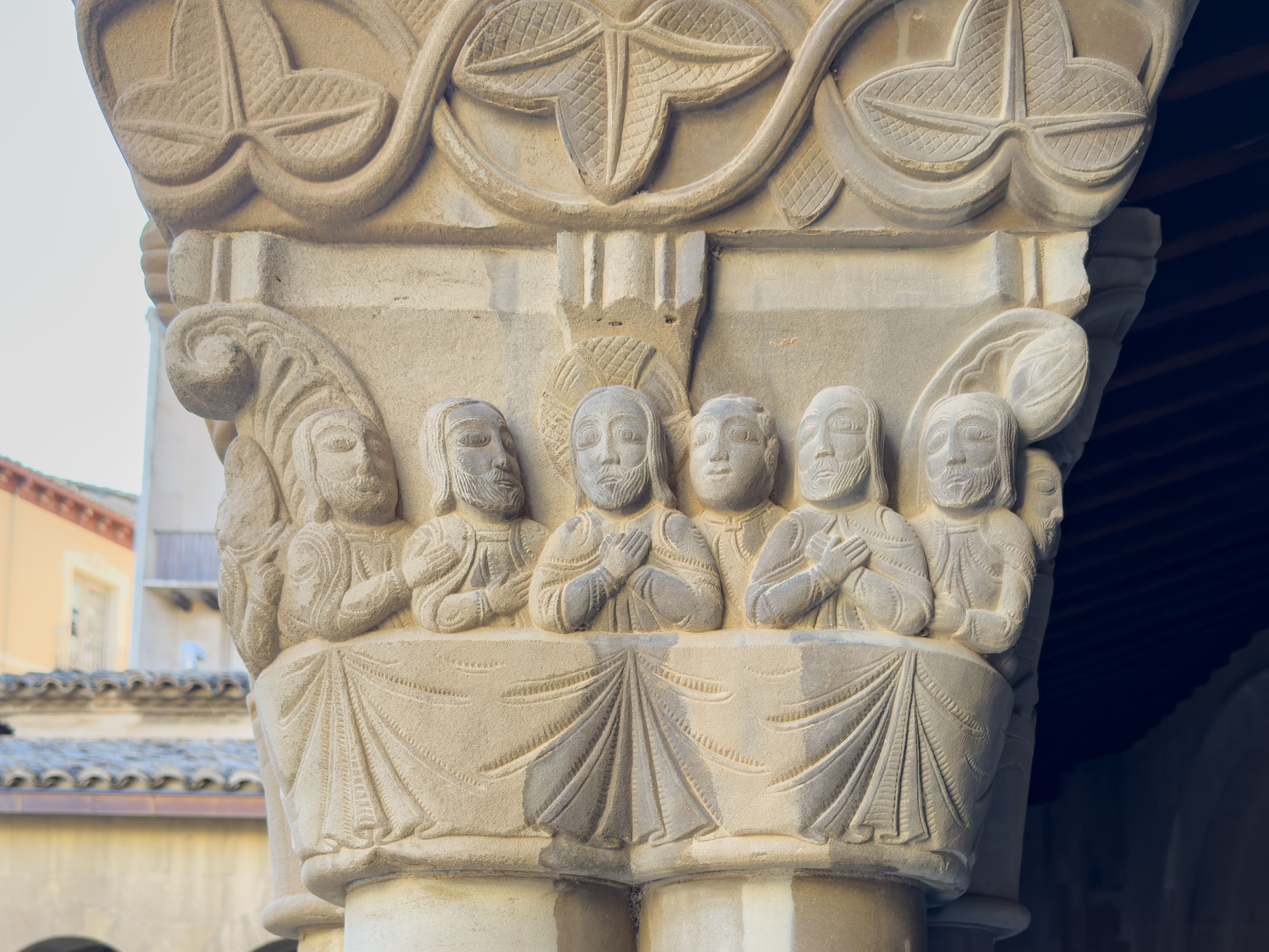
La última cena
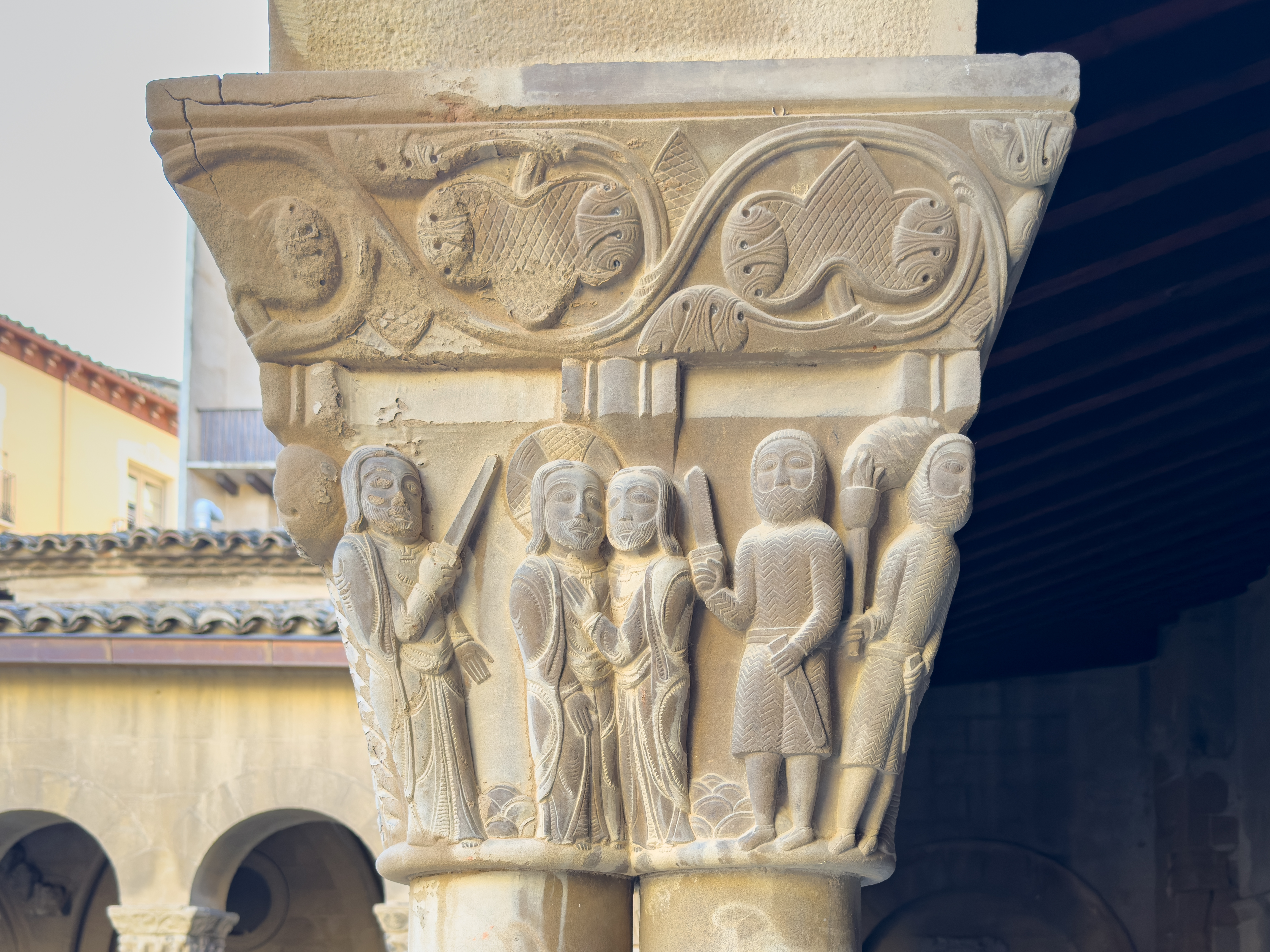
El beso de Judas
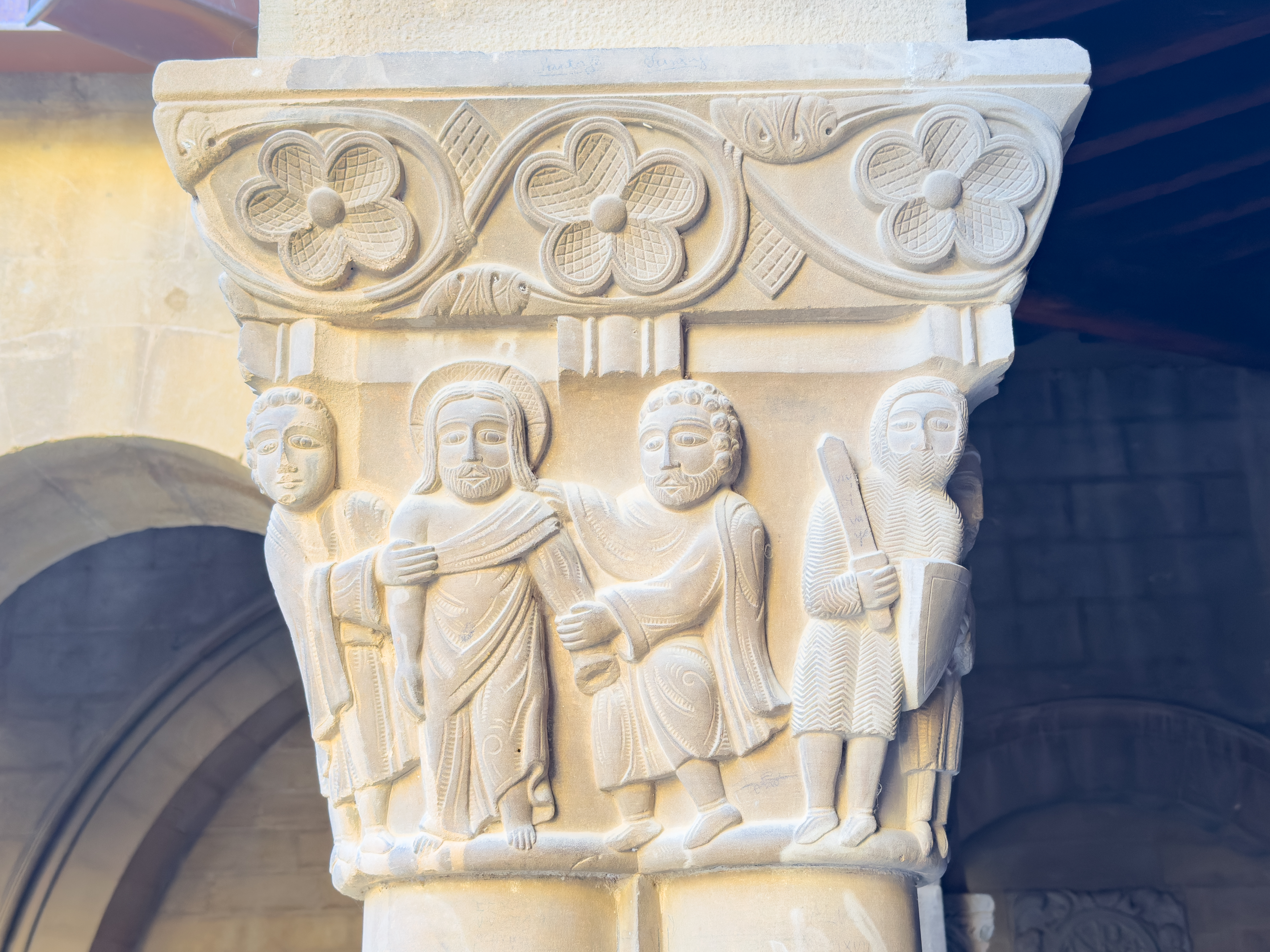
Jesús es despojado de sus vestiduras
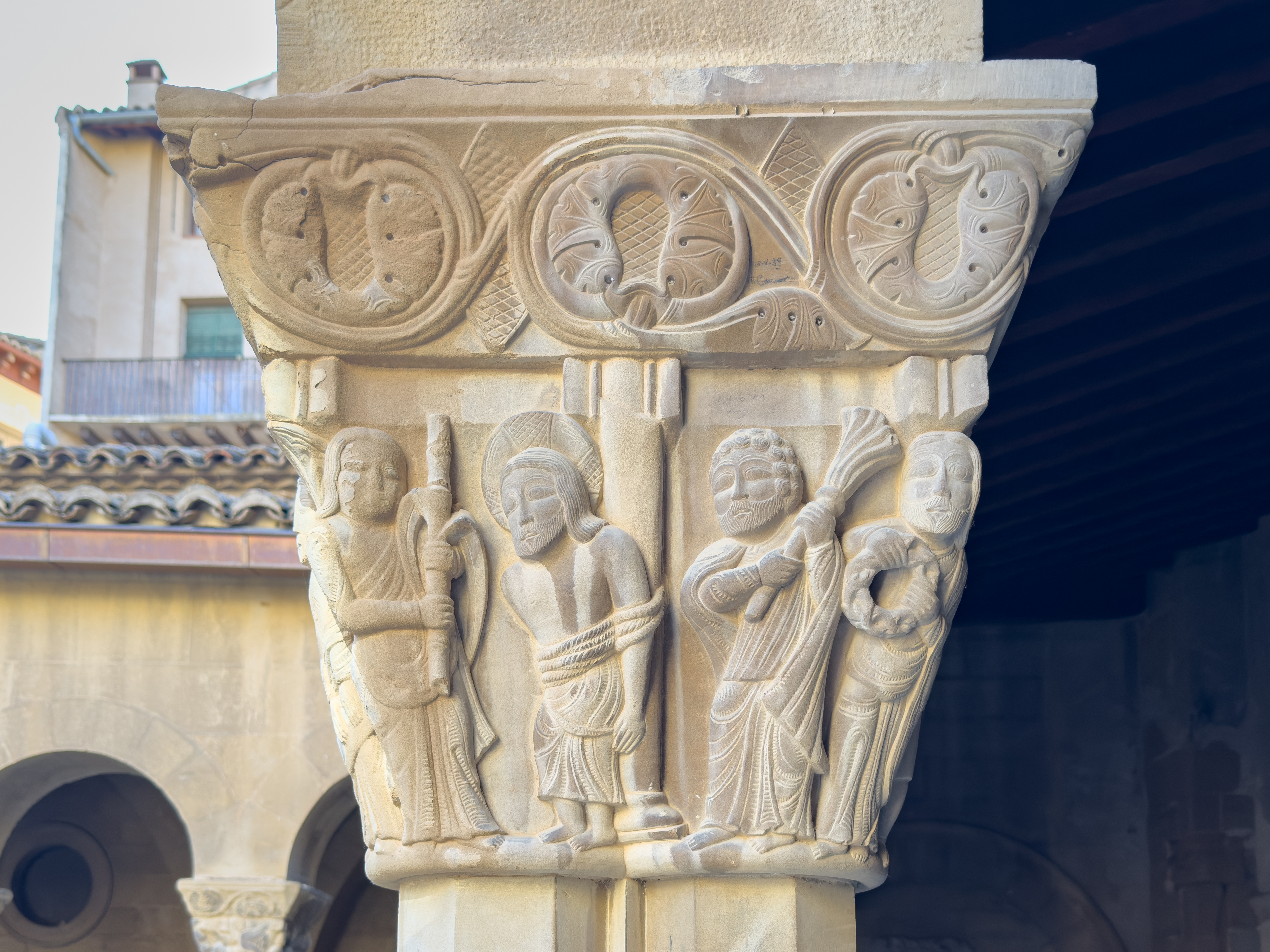
Flagelación de Cristo en la columna
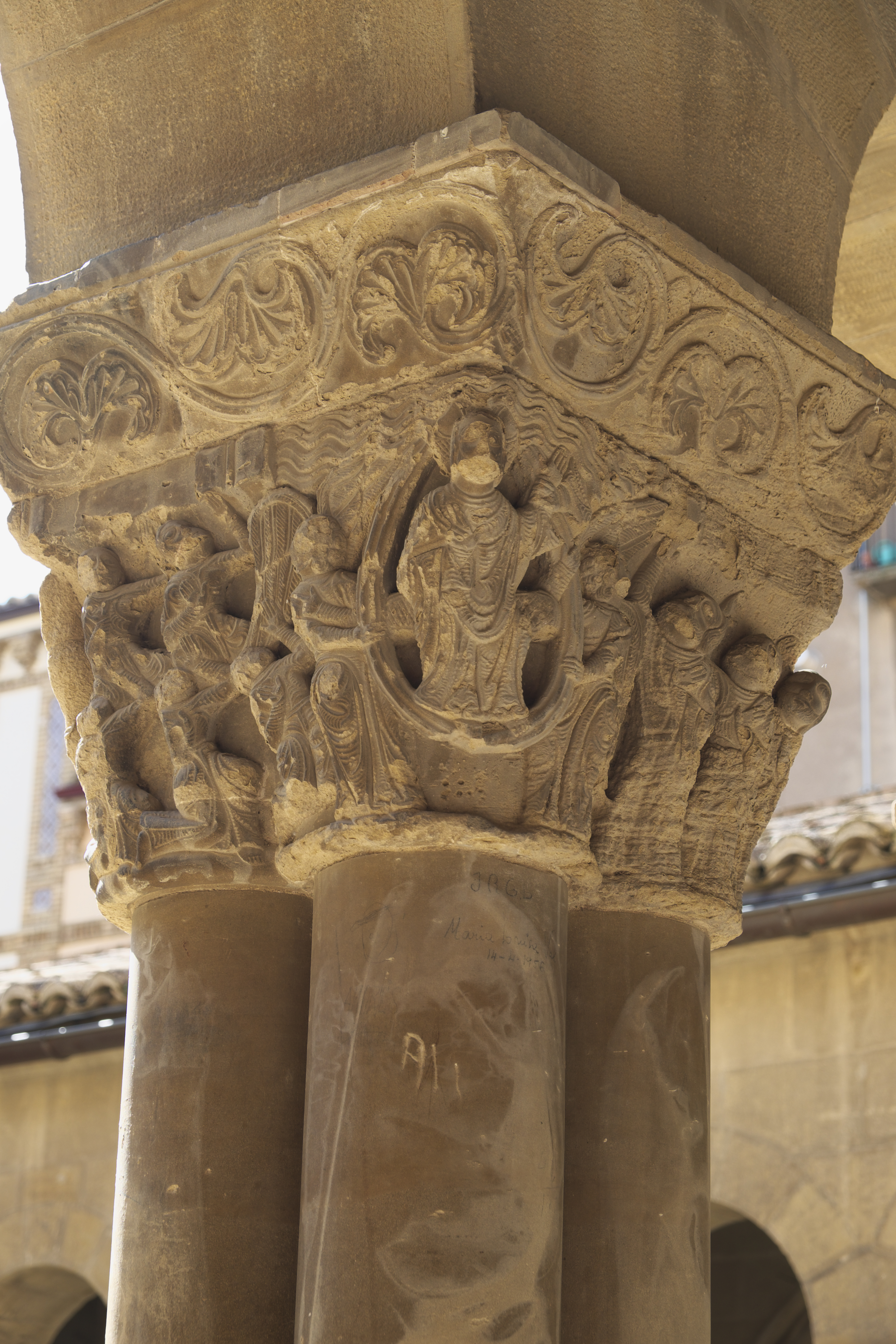
La ascensión de Jesús a los cielos. Galería Oeste, capitel 19